# Giampiero Marras
Giovanni Pietro Agostino Francesco Maria Giuseppe Volfango Marras (Ozieri, 5 de desembre de 1935 - Sàsser, 29 de octubre de 2023) era un polític nacionalista sard.

## Biografia
Giampiero Marras (Zuanne Pedru 'e Marras) també era dit Zampa (acrònim dels seus primers tres noms en sard i, a continuació, el seu nom de batalla) i sovint utilitza el cognom matern Meloni-Siotto Pintor (la mare era una aristòcrata amb parentiu entre altres amb Giovanni Maria Angioy). Es va graduar en Economia i Comerç a Càller en 1960, va treballar com a professor de la mecanografia i després com a funcionari d'un banc.
Va militar al Partit Sard d'Acció de 1951 a 1976, però, influenciat pel mestratge polític d'Antoni Simon i Mossa, adoptà postures independentistes. El 1976 va deixar el PSd'Az i va ser un dels fundadors de l'OSSN (Organisassyone Sotzialista Sardínnia Nassyone), que serà dissolta el 1982. Tornà novament al PSd'Az entre 1984 i 1994, any en què finalment va abandonar el partit i va ser un dels fundadors de Sardigna Natzione (Sardigna Natzione Indipendentzia des de 2002). També va participar en la fundació de la CSS (Cunfederassione Sindhicale Sarda) el 1985.
És habitual la seva pertinença a les direccions de totes aquestes organitzacions. Dins el PSd'Az va ocupar els càrrecs de Conseller Regional Sardista, membre de la Direcció Regional i de la Secretaria Regional Sardista, fins que el 1968, amb la modificació de l'Estatut de 1921, esdevingué membre del Comitè Directiu Central i del Comitè Executiu Central; en el seu segon mandat en el partit els noms del càrrecs van canviar i va ser part del Consell Nacional, però per conflictes interns no formà part de la junta directiva anomenada Executiu Nacional. A la CSS en fou secretari, i director del Consell Nacional, i a Sardigna Natzione fou coordinador de districte de la província de Sàsser, membre de la secretaria, del consell i dirigent nacional. En la seva història sempre ha estat coherent en sardista, nacionalista i separatista.
En 1953 fou fundador i secretari polític de la Federació Regional de la Joventut del Moviment Sardista i entre 1958 i 1960 va participar en les lluites dels miners d'Argenteriera i Canaglia contra el tancament de les mines. El 1962 entrà a formar part del Consell Directiu del Grémiu Federalista de sa Cumonidade Éitinica Sarda "Sardigna Líbera", creada per l'impuls d'Antoni Simon i Mossa amb la finalitat de defensar i promoure els valors fonamentals de la nació sarda.
Simon Mossa va ser el seu mentor i amic, i va investigar, entre d'altres, aspectes importants de l'arqueologia sarda; també s'interessaren per les nacions sense Estat i comunitats lingüístiques.
El 1964 fundà (amb Antoni Simon i Mossa, Ferruccio Oggiano alcalde de Laerru, i Antonino Cambule alcalde de Padria) el MIRSA (Muimentu Indipendentístigu Revolussionàriu Sardu), que va ser el primer moviment independentista, nacionalista, sardista - progressista i socialista revolucionari organitzat políticament creat en Sardenya en el segle xx. El gener de 1965, convidat per Simon i Mossa, es va unir com a secretari al Comitadu Pro Defensa de sa sa Limba Sarda (Comitè per a la Defensa de Llengua Sarda). A finals dels anys 1960 va participar en la lluita dels habitants d'Orgosolo contra la instal·lació d'un polígon militar a Pratobello.
També va participar en la lluita del moviment estudiantil i obrer dels anys 1960, i en els anys 70 va promoure a Sàsser la creació d'un Comitè Popular que acompanyava, donava suport i ajudava a les famílies nombroses sense llar, sense mitjans de subsistència, en l'ocupació dels habitatges socials municipals encara no assignats (i destinats per l'Institut Autònom Popular, segons una classificació, a les famílies més necessitades). De 1969 a 1974 va participar en la lluita dels habitants de Lula contra l'establiment en el seu territori d'una planta petroquímica altament contaminant.
El 1971 participà en la fundació de S'Iscola Sarda (Fundació Ètnico-Cultural de la Nació Sarda) per a promoure la llengua i la cultura de l'illa (que es van adherir en el mateix any a la Unió Federalista de les Comunitats Ètniques Europees (UFCEE) en substitució del dissolt Grémiu). També va promoure les primeres transmissions en sard dels sassaresos Radio Nord Sera de Pino Careddu i Radio Città d'Enrico Porqueddu.
El 1973 va enviar una demanda a l'aleshorse President de Sardenya Antonio Giagu De Martini per tal que afrontés "en la seva veritable magnitud, el problema de l'ensenyament de la llei de la Llengua, Història i Cultura Sarda, com a patrimoni popular, a les escoles de l'illa, així com la seva introducció a les oficines públiques». El 1974 va preparar (per primera vegada a Sardenya), una proposta de llei d'iniciativa popular per a la introducció de la llengua, la història i la cultura de Sardenya a les escoles a tots els nivells i a totes les oficines públiques i privades, sempre que fossin obertes al públic (bancs, governs municipals, provincials, regionals, tribunals, etc.), més tard transformada en una petició popular, instrument més àgil. En tres cops (a Gènova el 1977, a Serramanna el 1981 i a Sàsser el 2002), s'enfronta a acusacions dels processos d'escassa importància o pels seus èxits polítics, en els que s'expressa en llengua sarda, per a afirmar el dret del poble sard pot expressar en limba també als tribunals (dret reconegut per la llei n. 482 de 15 de desembre de 1999). De tots els processos ha estat absolt amb la fórmula "perquè el fet no existeix".
En 1977 ell i S'Iscola Sarda s'adheriren al Tribunal Popular Internacional de Justícia per a les Nacions no Reconegudes a fi de jutjar, davant de l'opinió pública mundial, qualsevol forma de repressió de certa gravetat contra els drets inalienables de les nacionalitats no reconegudes. El 1978 es va comprometre, personalment, per ràdio i per mitjà de la mobilització de totes les estructures i perifèriques de S'Iscola Sarda davant la Cort de Sàsser, a sostenir la segona proposta de la llei d'iniciativa popular per al bilingüisme. El 1980 proclamà l'Any de la Llengua Sarda, posant en marxa una àmplia campanya de sensibilització i de conscienciació popular per tal d'elevar el sard a primera llengua oficial de l'illa.
En 1986, es va unir a la Conferència de Nacions Sense Estat d'Europa Occidental (CONSEU), fundada pel català Aureli Argemí i Roca amb seu a Barcelona. Des d'octubre de 1994 milità a Sardigna Natzione, moviment polític anticolonialista i independentista, fundada pel professor Anghelu Caria de Nuoro, i amb ell lluità contra el servei militar obligatori, contra l'establiment de la Termocentral de Fiumesanto, contra els navilis petroliers que travessaven l'estret de Bonifacio i per un preu just de la llet dels ramaders sards. La seva lluita pel bilingüisme va aconseguir la sentència 375 de 1995 de la Cort Constitucional a favor de la tutela de les minories lingüístiques, i es presentà sense èxit a l'alcaldia de Sàsser.
Des del 2001 forma part de la Cunsurta Intercomunale pro sa promóvida e-i s'abbalorinzu de sa Limba, de s'Istória e de sa Curtura de sa Sardínnia (Consulta Intercomunal per la promoció i la valorització de la Llengua, de la Història i de la Cultura de Sardenya) dels municipis de Sàsser, Porto Torres, Sorso, Sennori i Stintino. Ha organitzat diversos actes per a reivindicar la memòria d'Antoni Simon i Mossa i dirigeix l'ISES (Institudu Soberanu Éitinu-limbístigu Sardu).
El 2023 va morir a Sàsser.